# 贾姆谢德布尔
22°47′33″N 86°11′03″E / 22.79250°N 86.18417°E

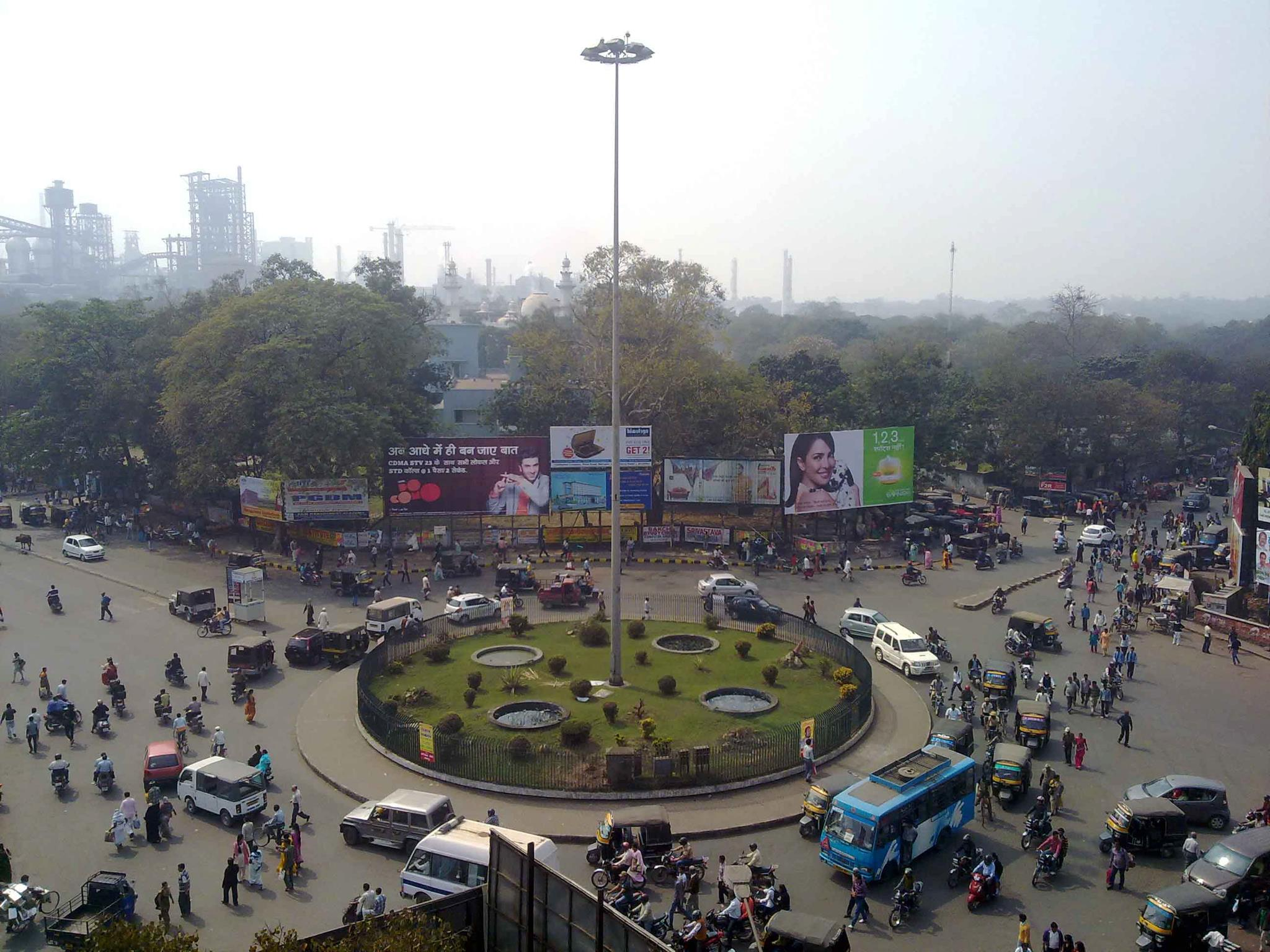
Jamshedpur

贾姆谢德布尔，又名哲雪舖，是位于印度东北部贾坎德邦東新奔縣(East Singhbhum)的一座城市，佔地面積640平方公里，人口60萬左右。它得名于其创立者贾姆希德吉·塔塔。
這裡是印度著名的「煉鋼城」。四週群山環繞，苏伯尔讷雷卡河與卡凱爾河分別在城的北面與西面流過，城市的分佈格局十分現代化。塔塔鋼業公司就起源在这里，贾姆希德吉·塔塔在这里创办了亚洲首家钢铁厂，后来发展为塔塔集团。塔塔钢铁和塔塔汽车公司都在这里设有厂区。